# La Moisson rouge
Pour le roman de science-fiction, voir Moisson rouge.
La Moisson rouge (titre original : Red Harvest) est un roman policier américain de Dashiell Hammet paru en 1929. Il est narré par le Continental Op, un détective récurrent dans l'œuvre d'Hammet. Celui-ci a basé son récit sur son expérience comme employé de l'agence Pinkerton à Butte (Montana).
Le magazine Time a inclus La Moisson rouge dans sa liste des 100 meilleurs romans de langue anglaise entre 1923 et 2005.

## Résumé
Le Continental Op est appelé à Personville (surnommée Poisonville par les habitants) par Donald Willsson, qui est assassiné avant qu'il ait eu le temps de le rencontrer. Le détective commence à enquêter sur le meurtre et rencontre le père de la victime, Elihu Willson, un industriel local dont le contrôle sur la ville est menacé par plusieurs gangs rivaux qu'il y avait lui-même attirés pour "résoudre" un conflit du travail.
L'Op arrache à Elihu une promesse et une lettre offrant à son employeur, la Continental Detective Agency, 10 000 $ pour "nettoyer" la ville. Lorsque l'Op résout l'affaire du meurtre de son fils, Elihu tente de revenir sur son accord, mais l'Op refuse.
Dans l'intervalle, l'Op se trouve en rapport avec Dinah Brand, possible amour de Donald Willsson et taupe du gangster Max "Whisper" Thaler. Entre Brand et le chef corrompu de la police, Noonan, l'Op réussit à collecter et à diffuser assez d'informations pour déclencher une guerre des gangs entre les quatre principales factions locales.
Il se réveille le lendemain pour découvrir Brand poignardée avec le pic à glace qu'il avait utilisé la veille, sans trace d'effraction. Il devient donc suspect de ce meurtre et un de ses collègues quitte la ville, faute d'être certain de son innocence.
Le roman se termine lorsque l'Op découvre Reno Starkey, seul survivant des quatre chefs de gang, blessé d'un coup de fusil. Reno révèle que c'est lui qui a poignardé Brand, et que dans sa chute elle a heurté l'Op à demi-inconscient, tombant dans une position qui le faisait passer pour coupable. Il vient également de tuer Max Thaler, et après sa propre mort, Elihu peut rétablir son contrôle sur la ville.

## Éditions françaises
- La Moisson rouge, traduction de P.-J. Herr, Éditions Gallimard, coll. Chefs-d'œuvre du roman d'aventures, 1932
- La Moisson rouge, traduction de P.-J. Herr, révisée par Henri Robillot, Éditions Gallimard, coll. Série noire no 56, 1950 ; coll. La Poche noire no 38, 1968 ; coll. Carré noir no 309, 1979 ; coll. Folio no 1979, 1988 ; coll. Folio policier no 38, 1999
- Moisson rouge, nouvelle traduction intégrale de Natalie Beunat et Pierre Bondil, Éditions Gallimard, coll. Série noire, 2009 ; réédition dans Romans de Dashiell Hammett, coll. Quarto, 2009 ; réédition, coll. Folio policier no 631, 2011

## Adaptations
La Moisson rouge fut adaptée au cinéma en 1930 dans le film Roadhouse Nights, avec Jimmy Durante. De nombreux éléments importants du roman furent changés, notamment la plupart des noms des personnages, et le film n'est pas considéré comme une adaptation fidèle.
Le spécialiste d'Akira Kurosawa David Desser et le critique Manny Farber, parmi d'autres, affirment catégoriquement que La Moisson rouge a inspiré le film Le Garde du corps (Yojimbo, 1961) ; d'autres, comme Donald Richie, pensent que les ressemblances sont dues à des coïncidences. Kurosawa lui-même a déclaré qu'une des sources majeures du scénario était le classique du film noir La Clé de verre (1942), une adaptation du roman de Dashiell Hammett La Clé de verre (1931). Dans La Moisson rouge, La Clé de verre et Le Garde du corps, des officiels et des hommes d'affaires corrompus sont présentés comme profitant du règne des gangsters. Le Garde du corps a lui-même inspiré plusieurs autres films, dont Pour une poignée de dollars de Sergio Leone (1964) et Dernier Recours de Walter Hill (1996).
Le film des frères Coen Miller's Crossing (1990) contient des éléments stylistiques et narratifs de La Moisson rouge, de La Clé de verre et d'œuvres plus courtes d'Hammet. Leur film Sang pour sang (1984) tire son titre original (Blood Simple) d'une phrase de La Moisson rouge, où l'Op dit à Brand que l'escalade de la violence a affecté son état mental : « This damned burg's getting me. If I don't get away soon I'll be going blood-simple like the natives. »
L'écrivain de science-fiction David Drake a déclaré qu'il avait tiré l'intrigue de son roman The Sharp End (1993) de La Moisson rouge.

## Honneur
La Moisson rouge occupe la 94e place au classement des cent meilleurs romans policiers de tous les temps établie par la Crime Writers' Association en 1990.